# Ellen Lorentz

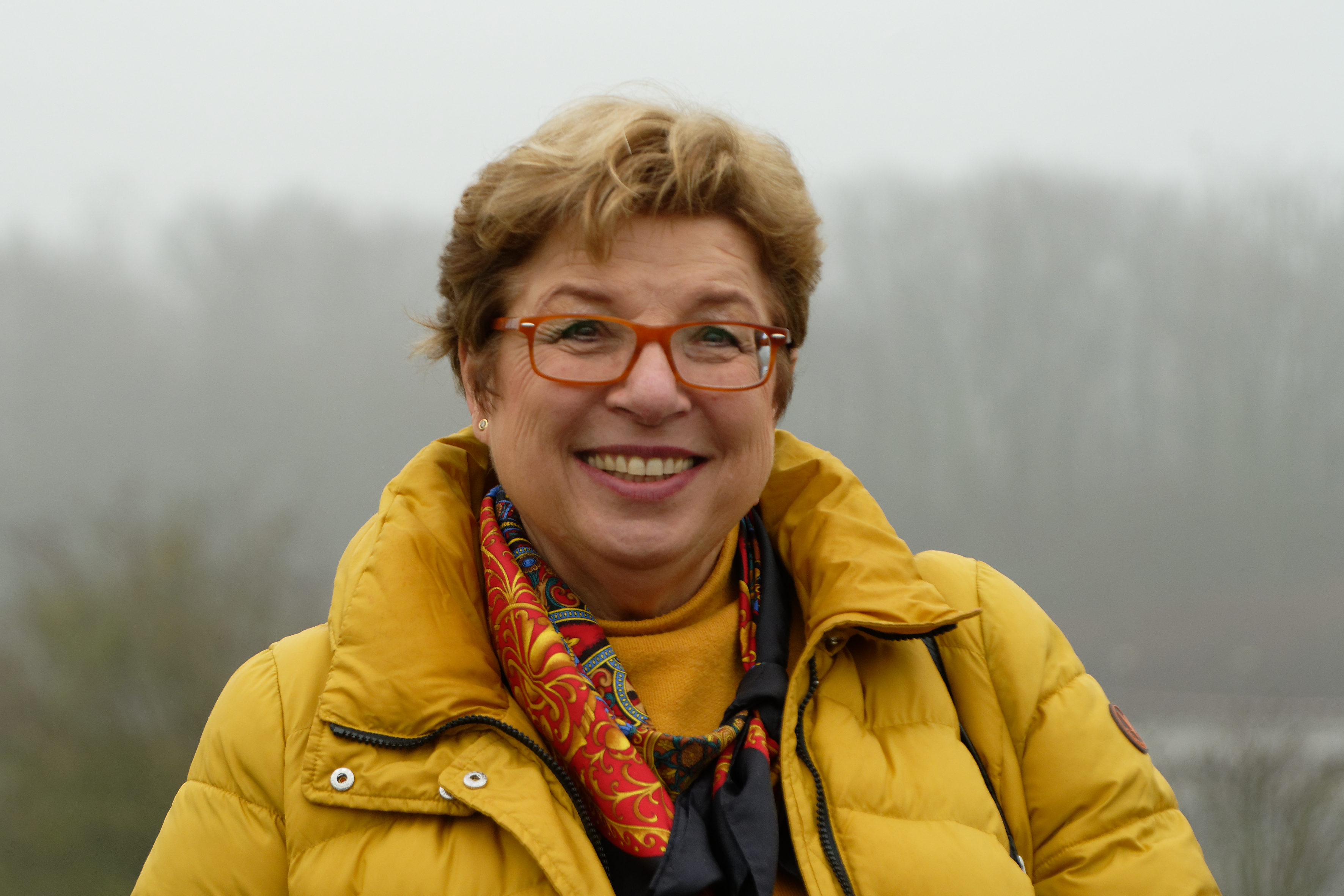
Ellen Lorenz (2020)

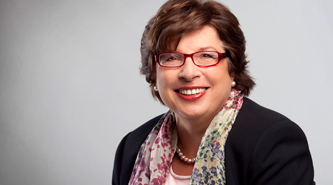
Ellen Lorentz (2012)

 Ellen Lorentz (* 1954 in Frankfurt am Main) ist eine deutsche Wissenschaftlerin, Autorin und Unternehmensberaterin.

## Leben
Ellen Lorentz  wuchs in Frankfurt am Main auf und lebt heute in Leverkusen. Nach dem Abitur an der Freiherr-vom-Stein-Schule studierte sie von 1975 bis 1982 Sozialwissenschaften und Wirtschaftswissenschaften an der Johann Wolfgang Goethe-Universität Frankfurt am Main. Bei Iring Fetscher promovierte sie 1986 über Angestellte Frauen in der Kaiserzeit und Weimarer Republik. Aspekte der aktuellen Bürorationalisierung, z. B. Schlüsselqualifikationen, Arbeitsorganisation, Arbeitszeiten und Ausbildung wurden historisch für die Frauenerwerbsarbeit im Büro untersucht. Ihre Publikationen beschäftigen sich mit dem Entstehen der Deutschen Angestellten-Gewerkschaft zur beruflichen Existenzsicherung von angestellten Frauen vor rund 100 Jahren und sollen das duale Ausbildungswesen beeinflusst haben.

## Arbeit
Als Wissenschaftlerin arbeitete Ellen Lorentz in der Berufsbildungsforschung am Forschungsinstitut der Friedrich-Ebert-Stiftung in Bonn zur Entwicklung von handlungsorientiert gestalteten betrieblichen Ausbildungsgängen und Ausbildungsordnungen. Sie arbeitete in betriebliche Modellprojekten und erstellte pädagogische Handreichungen für die Ausbildungsgänge Bürokaufmann/-frau, Postverkehrskaufmann/-frau sowie  Automobilkaufmann/-frau und gründete 1992 ein Beratungsunternehmen. Ellen Lorentz wirkte auch in verschiedenen beruflichen Neuordnungsverfahren beim Bundesinstitut für Berufsbildung mit (Fachkraft für Brief- und Frachtverkehr bei der Deutschen Bundespost, Automobilkaufmann/-frau). Sie gründete 2006 den Womans Business Club cologne e. V., ein Netzwerk für Frauen in den Freien Berufen im Rheinland.

## Auszeichnungen
- 1990 erhielt Ellen Lorentz den Elisabeth-Selbert-Preis des Landes Hessen.

## Veröffentlichungen
- Freiberuflerinnen in NRW starten durch für den Verband freier Berufe
- Handicap – erfolgreich Selbständig. Projektbericht 2007 für die Gesellschaft für innovative Beschäftigungsförderung
- Qualifizierung à la carte für sprachtherapeutische Praxen
- Kaufmännische und managementspezifische Qualifizierung für Freiberufler/-innen. Projektdokumentation, Projektbericht, Köln 2002
- Weiterentwicklung des Fachwirtinnenansatzes zur Unternehmensleitung im Team. BIBB, Fachkongress Dokumentation Berlin – Bonn 2003
- Ausbildung zur Automobilkauffrau – Ideen zur Förderung der Berufschancen von Frauen im KFZ-Gewerbe. Arnsberg, Köln, Düsseldorf 2002
- Doppelt gut – Unternehmensleitung im Team. Hrsg. Ministerium für Wirtschaft, Verkehr, Landwirtschaft und Weinbau, Rheinland-Pfalz, Mainz 2001
- Coaching und Supervision für Kleinunternehmerinnen. Zeitschrift für Supervision, Köln 04/2001
- Zusammen mit Britta Woywod und Iris Oltmann: Angebote für Gründerinnen in der Kölner Wirtschaftsregion. Köln 1999 (Das Konzept wurde prämiert vom Bundesministerium für Bildung.)
- Zusammen mit Ute Büchele und Anna Maurus: Zielgruppenspezifische modulare Weiterbildung für Unternehmer- und Meisterfrauen im Handwerk, Handreichung für Bildungsträger, München. Köln, Düsseldorf 1999
- Zusammen mit Anna Maurus: Praxisintegrierte modulare Weiterbildung für Unternehmer- und Meisterfrauen in Berufsbildung in Wissenschaft und Praxis Nr. 6, Bielefeld 1998
- Neue Wege der Personalentwicklung in den Unternehmen Deutsche Post AG, Deutsche Telekom AG und Deutsche Postbank AG. Düsseldorf 1998
- Informationen zur Stufenausbildung bei der Deutschen Post AG. Düsseldorf 1996
- Beobachten, Beurteilen, Bewerten und Prüfen. 4. Broschüre zur Qualifizierung haupt- und nebenberuflicher Ausbilder, Düsseldorf 1995
- Gestaltung von zentralen Ausbildungsabschnitten mit aktiven Ausbildungsmethoden. 3. Broschüre zur Qualifizierung haupt- und nebenberuflicher Ausbilder, Düsseldorf 1995
- Methoden der aktiven Ausbildungsgestaltung am Arbeitsplatz. 2. Broschüre zur Qualifizierung haupt- und nebenberuflicher Ausbilder, Düsseldorf 1995
- Ausbildung für die Zukunft, wie wird sie gestaltet? 1. Broschüre zur Qualifizierung haupt- und nebenberuflicher Ausbilder, Düsseldorf 1995
- Ausbildung für die neuen Büroberufe in der Praxis. Bericht über die exemplarische Umsetzung im Industrie- und Handwerksbetrieb, Düsseldorf 1995
- Zukunftsorientierte Ausbildung in Klein- und Mittelbetrieben. In: Die Mitbestimmung, 40 (1994) 12, S. 54–55 (online)
- Evaluation als Beitrag zur Transparenz und Weiterentwicklung von Ausbildungsgängen. In: Stand und Perspektiven der kaufmännischen und verwaltenden Berufsbildung, Hrsg. BIBB, der Generalsekretär, Nürnberg 1994
- Zusammen mit  Karl-Otto Czikowsky: Die Umsetzung der neuen kaufmännischen Ausbildungsordnungen in den Betrieben durch die nebenamtlichen Ausbildungsbeauftragten. In: Stand und Perspektiven in der kaufmännisch verwaltenden Berufsbildung, Hrsg. BiBB, Der Generalsekretär, Nürnberg 1992
- Anforderungen an die kaufmännische Weiterbildung in den neuen Bundesländern infolge der Einführung der Marktwirtschaft. Bonn 1991 (online)
- Qualifiziert, kompetent, jedoch nicht immer hochgeschätzt. Zur Arbeit von Frauen im Büro: gestern – heute – morgen. Hagen 1990
- Flinke Finger und ein freundliches Lächeln. Die neue Frau der zwanziger Jahre in Beruf und Familie. 1987. In: Zeitschrift Widersprüche
- Büro 1880–1930. Frauenarbeit und Rationalisierung. Arbeitsheft 11 der IG Metall   Frankfurt M. 1984